# John Amos

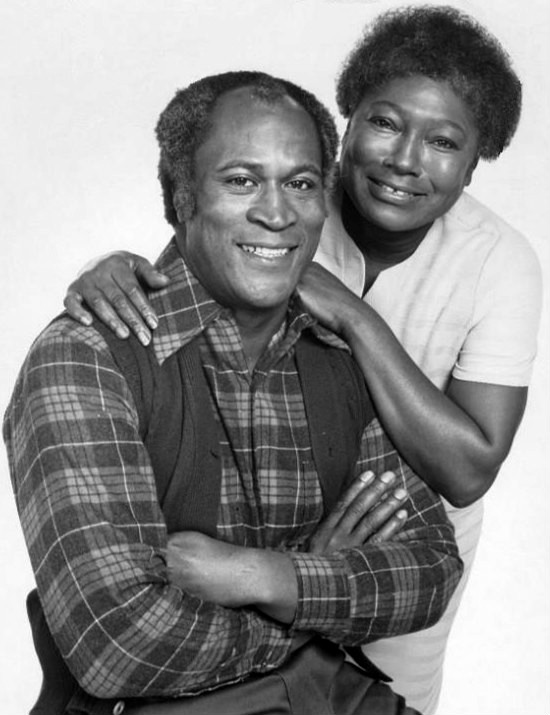
Foto publicitaria (11 de enero de 1974) para el estreno de la serie televisiva Good Times. John Amos (James Evans) con la actriz Esther Rolle (Florida Evans).

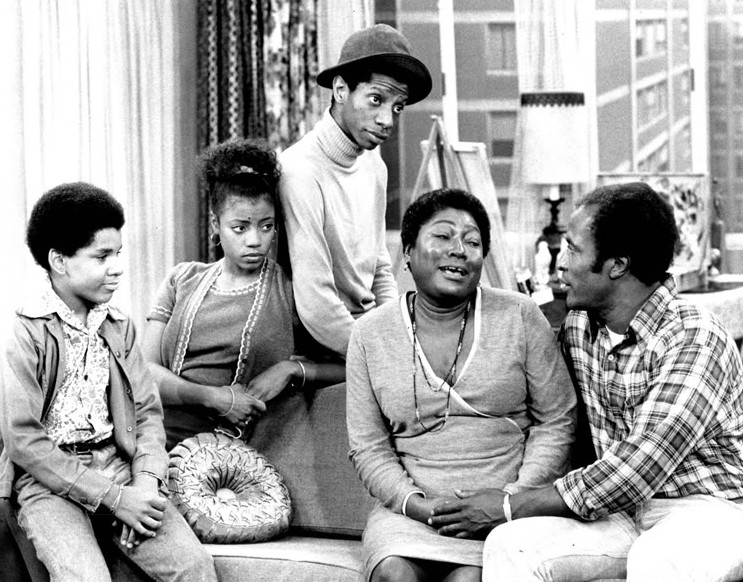
Fotografía de la familia Evans, de la serie televisiva Good Times. De izquierda a derecha: Ralph Carter (Michael Evans), BernNadette Stanis (Thelma Evans), Jimmie Walker (J. J. Evans), Esther Rolle (Florida Evans) y John Amos (James Evans).

John Amos (Newark, 27 de diciembre de 1939-Los Ángeles, 21 de agosto de 2024) fue un actor estadounidense, conocido por interpretar al protagonista adulto Kunta Kinte en la importante miniserie Raíces (1977), por la que recibió una nominación al premio Emmy, y por su actuación en la serie de televisión Good Times (1974-79).
Su trabajo en televisión incluyó papeles en The Mary Tyler Moore Show, y un papel recurrente en The West Wing. También desempeñó el padre de la novia del personaje de Will Smith, en El Príncipe de Bel-Air. También trabajó en obras de teatro de Broadway y en numerosas películas en una carrera que abarcó cuatro décadas. Ha recibido nominaciones al premio Primetime Emmy y NAACP Image Award.

## Primeros años y carrera deportiva
John A. Amos Junior fue el hijo de Annabelle P. y John A. Amos Senior, quien era un mecánico de automóviles.
En 1958 se graduó en la escuela secundaria de East Orange, Nueva Jersey.
Se matriculó en el Colegio de Long Beach City y se graduó de la Universidad Estatal de Colorado, con una licenciatura en Sociología.
Amos también jugó en el equipo de fútbol americano Colorado State Rams y fue un campeón de los Guantes de Oro de boxeo.
En 1964, firmó un contrato de agente libre con los Denver Broncos de la Liga de fútbol estadounidense. En el segundo día del campamento de entrenamiento no pudo ejecutar la carrera de 40 yardas a causa de una rotura fibrilar y fue echado del equipo. Después jugó con los Joliet Explorers de la United Football League. En 1965 jugó con los Norfolk Neptunes y los Wheeling Ironmen de la Liga de Fútbol Continental. En 1966 jugó con los Jets de Jersey City y los Waterbury Orbits, de la Liga de Fútbol de la Costa Atlántica. En 1967 firmó un contrato de agente libre con los Kansas City Chiefs, de la Liga de Fútbol Americano. El entrenador Hank Stram le dijo: «Tú no eres un jugador de fútbol, sino un hombre que está tratando de jugar al fútbol». Amos escribió un poema acerca de este asunto, que leyó al equipo y recibió una ovación de pie de todos los jugadores y entrenadores. Amos dijo que el entrenador Stram, al echarlo del campo de entrenamiento, lo empujó en dirección de la escritura. Regresó a la Liga Continental, donde jugó ese año con los Victoria Steelers.

## Carrera de actor
Amos es conocido por interpretar a personajes como Gordy Howard (el hombre del clima) en The Mary Tyler Moore Show desde 1970 hasta 1973.
En 1973 interpretó a James Evans, el esposo de Florida Evans, que apareció tres veces en la comedia Maude antes de continuar con el mismo papel en 61 episodios de la serie Good Times (entre 1974 y 1976).
Mientras representaba a un padre de mediana edad de bajo nivel de educación pero muy trabajador, padre de tres hijos en la serie, en la vida real Amos solo tenía 34 años cuando comenzó el programa, solo ocho años mayor que el actor que interpretaba a su hijo mayor J. J. Evans (Jimmie Walker) y 19 años más joven que su esposa en la serie (Esther Rolle). Amos, al igual que Esther Rolle, quería mostrar una imagen positiva de una familia afroestadounidense, luchando contra viento y marea en el ghetto de Chicago, pero vio que esta premisa fue rebajada por la comicidad de mala calidad, y expresó su insatisfacción
Amos abandonó el programa antes de que terminara la tercera temporada porque no le gustaba la manera en que se desarrollaba el personaje de su hijo J. J. Los escritores hicieron que su personaje muriera en un accidente de tráfico en el primer episodio de la cuarta temporada, y la serie continuó sin él durante tres temporadas más. Norman Lear dijo que Amos se había convertido en un obstáculo, y Amos estuvo de acuerdo en que no había sido muy diplomático acerca de la dirección de la comedia. Amos dijo que estaba en desacuerdo acerca de la manera en que los escritores hacían hablar a J. J., lo hacían caminar de manera ridícula y le hacían usar «sombreros de paloma» (pigeon hats).
Otro hijo de su personaje, Michael, quería ser juez de la Corte Suprema y su hija Thelma quería ser cirujana. Amos pretendía que los guionistas desarrollaran la comedia que podría generarse a partir de eso, pero los escritores prefirieron quedarse con el estereotipo de joven negro de J. J.
En 1989, John Amos tuvo destacada participación en la película Lock Up (conocida en español como Encerrado o Condena brutal) interpretando al correcto y carismático Capitán Meissner.
Asimismo fue relevante su actuación en Die Hard 2 (1990) interpretando al Major Grant.

### Otros papeles en televisión
En 1976 apareció en la miniserie Raíces, basada en el libro de Alex Haley del mismo nombre, como el personaje principal, Kunta Kinte, ya mayor.
En 1980 protagonizó la película de televisión Alcatraz: The Whole Shocking Story.
En 1982, interpretó a Seth en la película The Beastmaster.
John Amos interpretó al capitán Dolan en la serie de televisión Hunter entre 1984 y 1985. Luego, coprotagonizó el drama policial El distrito.
Fue un invitado frecuente en la serie The West Wing, retratando al almirante Percy Fitzwallace, quien se desempeñaba como presidente del Estado Mayor Conjunto durante la mayor parte de la serie.
Además hizo de Buzz Washington en la serie Men in Trees.
En 2003, Amos coprotagonizó ―junto con Anthony Anderson― la serie All About the Andersons.
En 2010, apareció como un personaje recurrente, Ed, en la serie de comedia Two and a Half Men.
Ha sido actor invitado en varios programas de televisión, como
The A-Team,
The Cosby Show,
El Príncipe de Bel-Air,
In the House,
Martin (como el sargento Hamilton Strawn, el padre de Tommy),
Touched by an Angel,
Psych,
My Name Is Earl,
Lie to Me y
Murder, She Wrote.

## Teatro
John Amos escribió y produjo el unipersonal Halley's Comet, que fue aclamada por la crítica.

## Papeles en cine
Amos ha tenido papeles en varias películas, como El príncipe de Zamunda, Punto de fuga, American Flyers, El señor de las bestias y La jungla 2. Protagonizó Vamos a hacerlo otra vez (1975) en Kansas City Mack con Bill Cosby y Sidney Poitier. Amos fue presentado en Disney de atleta más grande del mundo con Tim Conway y Jan-Michael Vincent. Él estaba en el cubo de hielo y el video del Dr. Dre Natural Born Killaz y desempeñó un oficial de policía en el Club de Jugadores. Amos coprotagonizó junto a Sylvester Stallone en la película de 1989 Encerrado. En 1995, apareció en la película para una mejor o peor. En 2006, interpretó a Jud en Dr. Dolittle 3. Interpretó a Tío Virgilio en papá de mi bebé. En 2012, Amos tuvo un papel en la protección de testigos de la película Madea, como el padre de Jake.

## Música
En 2009, John Amos lanzó un álbum de canciones de música country.
Una de las canciones de la película Cloverfield fue escrita en colaboración con él.

## Premios
Amos tiene la distinción de haber ganado más Premios TV Land que nadie, por sus papeles en The Mary Tyler Moore Show, Good Times y la miniserie de televisión Raíces.

## Vida personal
Amos fue veterano de la 50.ª División Blindada de la Guardia Nacional de Nueva Jersey, y jefe principal honorario de la Guardia Costera de los Estados Unidos.
Se casó y se divorció dos veces y tuvo cuatro hijos de sus matrimonios anteriores. Con su tercera esposa, Elisabete, fue padre de otros dos niños. Fue además padre de Shannon Amos, fundadora de Afterglow Multimedia, y del escritor, director y productor KC Amos.
Amos vivió durante muchos años en el municipio de Tewksbury, Nueva Jersey. En el 2018 se mudó a Colorado. En 2023, residió en Westcliffe, Colorado, donde la Oficina de Investigación de Colorado estaba investigando las acusaciones de abuso de ancianos. Ese mismo año, dejaría Colorado y establecería su residencia en Los Ángeles.

## Muerte
El 21 de agosto de 2024, falleció de causas naturales en Los Ángeles, a los 84 años. Su muerte no fue anunciada hasta el 1 de octubre de 2024. Se ignoran los motivos de este ocultamiento.